# Gourdièges
Gourdièges är en kommun i departementet Cantal i regionen Auvergne-Rhône-Alpes i mitten av Frankrike. Kommunen ligger  i kantonen Pierrefort som ligger i arrondissementet Saint-Flour. År 2022 hade Gourdièges 68 invånare.

## Befolkningsutveckling
Antalet invånare i kommunen Gourdièges
Referens:INSEE